# Achard (cuisine)
 (mai 2020).
Si vous disposez d'ouvrages ou d'articles de référence ou si vous connaissez des sites web de qualité traitant du thème abordé ici, merci de compléter l'article en donnant les références utiles à sa vérifiabilité et en les liant à la section « Notes et références ».
Pour les articles homonymes, voir Achard.
Les achards (étymologie de l'hindi achaar ou du malais atchar, ou du persan atchãrd) sont une spécialité culinaire sud-asiatique qui accompagne les caris.

## Description
Elle se compose de menus morceaux de légumes (haricots verts, chouchou, carotte, chou palmiste, citron…) qu'on a fait blanchir puis macérer dans une saumure légèrement huilée, où entrent le gingembre, le piment et le curcuma.

## Utilisation
Utilisée par les marins portugais pour conserver les aliments, la recette a essaimé dans tout l'océan Indien et même dans le Pacifique. On en retrouve par exemple en Nouvelle-Calédonie (notamment achards de légumes, de bambou, de citrons et de trochus).

## Exemples

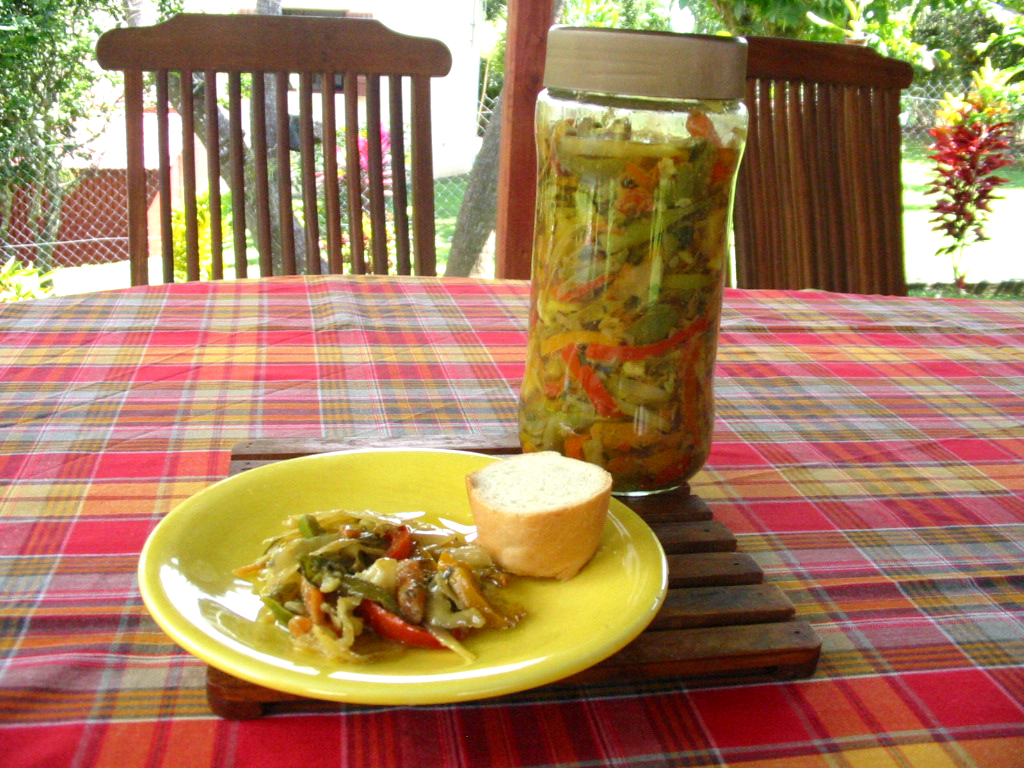
Achards de légumes.

On peut distinguer plusieurs sortes d'achards, selon le légume employé :
- les achards de légumes, un classique (haricots verts, carottes, chou)[3] ;
- les achards de palmiste, au cœur de palmiste ;
- les achards de citrons ;
- les achards baba figue, à la fleur de régime de banane ;
- les achards ti jacques, au fruit du jacquier ;
- les achards vacoa, au chou de vacoa ;
- les achards de mangues ;
- les achards de bambou ;
- les achards d’aubergine ;
- les achards de trochus ;
- etc.

Même si les achards sont d’abord une spécialité de l'Inde, du Pakistan, de l'Iran, et des îles ayant connu une immigration depuis le sous-continent indien, notamment La Réunion, Maurice et la Nouvelle-Calédonie, d’autres pays en produisent aussi à partir de fruits ou de légumes locaux. Ainsi, l’Azerbaïdjan produit des achards à base de chou, et des achards de mangue sont spécifiquement consommés à Madagascar et aux Comores.
En Belgique, il en existe aussi à base de rhubarbe et de griottes encore appelées cerises du Nord, mais il s’agit alors de préparations artisanales dues à des amoureux des cuisines créoles.